# Lumon Oy
Lumon Oy est une entreprise finlandaise de construction en verre et en aluminium basée à Kouvola en Finlande,,,,.

## Description
Lumon Oy est spécialisée dans la vente, la fabrication et l'installation de produits de façade de balcon et de terrasses en verre.
Son domaine d'expertise est la construction en verre et en aluminium.
La société a été fondée à Outokumpu en 1978 sous le nom de Pohjois-Karjalan Lasipalvelu Ky et c'est une entreprise familiale.
Les installations de production de l'entreprise sont situées dans la zone industrielle de Korjala à Kouvola et à Toronto au Canada.
L'usine de verre de sécurité de l'entreprise fabrique également des verres de sécurité trempés et feuilletés.
En 2019, Lumon Oy a construit un entrepôt de produits finis de 3 000 m2 à Kouvola et des installations de stockage, de découpe et de meulage du verre dans son usine de Toronto.
La valeur totale de l'investissement était de 1,5 million d'euros.
En 2021, Lumon Oy a posé la première pierre de son usine d'Antequera en Espagne.
Aujourd'hui, un tiers des systèmes de vitrage de balcon est exporté dans 20 pays différents.
Lumon Oy possède les filiales de vente et d'installation Lumon Suomi Oy, ainsi que huit filiales à l'étranger : en Suède Svenska Lumon Ab, en Norvège Lumon Norge AS, en Allemagne Lumon Deutschland GmbH, au Danemark Lumon Danmark ApS, en Suisse Lumon Schweiz, en Russie Zao Lumon, au Canada Lumon North America Inc., et en Espagne Lumon Cristalles Espana S.L.
En outre, Visor, qui fabrique des stores enrouleurs en tissu, opère en tant que filiale en Finlande.